# Шакун Анатолій Дмитрович
Анатолій Дмитрович Шакун (нар 2 січня 1948, Констанца, Румунська народна Республіка) — радянський, український футболіст і тренер, майстер спорту СРСР (1966)

## Біографія

### Кар'єра гравця
Народився Анатолій у румунському місті Констанца, де проживали його батьки, мати Марія Кузьмівна і батько Дмитро Дмитрович, учасник Другої світової війни, військовослужбовець, що проходив тут службу. Незабаром сім'я переїхала в Росію, за Урал, куди отримав призначення на нове місце служби батько. Там юний Анатолій почав займатися спортом, ходив на лижах, грав у хокей. Через деякий час сім'я знову змінює місце проживання, влаштувавшись в Луганську. Семикласник Шакун, разом з друзями, прийшов на місцевий стадіон «Авангард», де М. Б. Фомічов, засновник ДЮСШ «Зоря», проводив набір у футбольну секцію. Вступивши в спортшколу, Анатолій займався у тренерів П. К. Буянова і О. С. Ільїнова. У 1965 році, перспективний, швидкісний нападник був зарахований в дублюючий склад луганської «Зорі». Вже у свій перший сезон, 17-річний Шакун, разом з резервістами луганської команди, став переможцем першості дублерів другої групи класу «А».
У 1966 році молодий форвард був переведений до основного складу, де 10 квітня дебютував, вийшовши на заміну, в календарному матчі проти ленінградського «Динамо», а 9 липня, в домашньому матчі проти кіровоградської «Зірки», Анатолій відзначився і своїм першим голом за луганську команду. По ходу чемпіонату Шакун ще двічі засмучував воротарів суперника, забивши переможний гол у поєдинку проти львівських армійців і приніс нічию своїй команді, зрівнявши рахунок в грі з тією ж «Зіркою» на її полі. Відігравши впевнено весь чемпіонат і ставши переможцями у своїй підгрупі, підопічні тренера Євгена Горянського, у фінальному турнірі обіграли лідерів двох інших підгруп — «Жальгіріс» і «Політвідділ», завоювавши путівку в елітний дивізіон радянського футболу. Вдалим видався цей рік і для самого Шакуна, який став гравцем юнацької збірної СРСР. За підсумками сезону 18-річному футболістові було присвоєно звання майстра спорту СРСР.
Дебютував Шакун в першій групі класу «А», 7 квітня 1967 року, в домашньому поєдинку проти московського «Динамо». А ось відзначитися голом молодому нападнику довго не вдавалося і лише 5 липня, у матчі 14 туру проти СКА (Ростов-на-Дону), Анатолію вдалося відкрити рахунок своїм голам в еліті, забивши два м'ячі у ворота суперника. В цілому сезон луганчани провели не дуже вдало, фінішувавши лише на 16 місці. У 1968 році команду очолив Віктор Гурєєв, суттєво оновивши склад команди, але Шакун як і раніше залишався гравцем основи, зігравши в першості 26 матчів. В наступному чемпіонаті Анатолій, забивши 9 голів, став найкращим бомбардиром команди. В одному з поєдинків, проти команди «Крила Рад» (Куйбишев), форвард відзначився хет-триком. За підсумками сезону, правий крайній нападник «Зорі» потрапляє в список 33-х найкращих футболістів Української РСР, під № 2 (найкращим на цій позиції був названий київський динамівець Анатолій Пузач).
Восени 1969 року, старшим тренером «Зорі» був призначений Герман Зонін. Цей період став найуспішнішим в історії луганського клубу, який став в 1972 році чемпіоном СРСР. Але до цього часу Анатолія Шакуна вже в клубі не було. У 1971 році Анатолія призвали на військову службу. В армію футболіста забрали прямо з тренування, відправивши в Київ, де форвард став грати за армійську команду, яка виступала у другій лізі. У київському СКА, під керівництвом старшого тренера Миколи Маношина підібрався непоганий колектив. Крім Шакуна, за армійців грали такі відомі футболісти як Михайло Соколовський, Володимир П'яних, Олександр Дегтярьов. У 1972 році армійський клуб перебазувався в Чернігів. Анатолій мав стабільну ігрову практику, був одним з лідерів атакуючої лінії команди, забивши 10 голів у першості.
У 1973 році Шакун отримав запрошення в «Чорноморець» і відправився в Одесу. Але незабаром з футболістом виходить на зв'язок другий тренер «Зорі» В. Глухарьов, запропонувавши йому повернутися в рідну команду. Пробувши на чорноморському узбережжі тиждень, Анатолій повернувся у Ворошиловград, де після дворічної паузи, 8 серпня 1973 року, знову вийшов на поле переповненого стадіону «Авангард» у поєдинку проти московського «Спартака» (2:0). Шакун був одним з кращих на полі, забивши перший гол у ворота спартаківського голкіпера Олександра Прохорова. Восени того ж року Анатолій зіграв у двох матчах Кубка європейських чемпіонів, дебютувавши на євроарені 3 жовтня 1973 року, у повторному поєдинку 1/16 фіналу проти команди АПОЕЛ з Кіпру, який завершився для ворошиловградської команди перемогою і виходом у наступний етап турніру. В 1/8 фіналу «Зоря» грала з командою «Спартак» (Трнава). Анатолій вийшов на поле у першому поєдинку, що завершився нульовою нічиєю. У матчі ворошиловградська команда поступилася супернику і за підсумками двох зустрічей змушена була зійти з дистанції.
У 1974 році, в одній з тренувальних ігор, Шакун отримав серйозну травму колінного суглоба. Незважаючи на успішну операцію, зроблену в Києві, грати в повну силу футболіст вже не зміг. У чемпіонаті 1975 року, Анатолій зіграв лише в одному матчі, вийшовши на заміну в поєдинку проти дніпропетровського «Дніпра» і незабаром вирішив завершити ігрову кар'єру.

### Кар'єра тренера
28-річний Шакун почав свою тренерську діяльність в СДЮШОР «Зоря», куди запросив Анатолія його перший тренер — Борис Васильович Фомічов. У 1978—1979 роках, Анатолій Дмитрович був помічником старшого тренера «Зорі» Юрія Захарова, де так само займався дублюючий склад. Повернувшись на рік до роботи з дітьми, у 1981 році повернувся у ворошиловградську команду майстрів, працюючи в тренерському штабі Вадима Добіжи. З 1982 року Анатолій Шакун займався підготовкою юних футболістів. У 1990 році знову повернувся до тренерської роботи в рідному клубі, відгукнувшись на запрошення очолившого «Зорю» Анатолія Куксова.
Незадовго до початку третього чемпіонату України Куксов залишає команду. Виконувати обов'язки головного тренера було доручено його помічникові — Анатолію Шакуну, незабаром затвердженого на цю посаду офіційно. Команда переживала ненайкращі часи, колектив залишили її провідні гравці — Тимерлан Гусейнов, Олександр Севідов, Василь Мазур. Новому наставнику довелося вводити до складу молодих гравців. Стартували підопічні Шакуна непогано, здобувши перемоги над «Кривбасом», тернопільською «Нивою», «Кременем». Команда деякий час перебувала у верхах турнірній таблиці, але поступово колектив почав здавати свої позиції і перший круг луганчани закінчили на 15 місці. Друге коло «Зоря-МАЛС» почала з втрати очок, зігравши внічию домашній матч проти запорізького «Торпедо», потім послідувала поразка від вінницької «Ниви» і знову нічия в домашньому матчі з «Волинню». В квітні 1994 року керівництво клубу, що було незадоволеним такими результатами, зважилося на зміну тренера.
Шакун, покинувши «Зорі-МАЛС», працював у тренерському штабі друголігової команди «Динамо» (Луганськ). Влітку 1997 року тренер очолив команду «Авангард-Індустрія», яка грала у першій та другій лігах України. У клубі, який представляв невелике містечко Ровеньки, Анатолію Дмитровичу допомагав заслужений тренер Української РСР Юрій Захаров, що обіймав посаду начальника команди, в тренерському штабі якого багато років тому він сам починав свою тренерську кар'єру.
У 2001 році Шакун очолював тренерський штаб луганського «Шахтаря». З 2002 по 2009 рік займався підготовкою молодих футболістів в луганській СДЮШОР, після чого — на пенсії.

## Досягнення
- Переможець першості СРСР другої групи класу «А»: 1966

## Родина
Дружина — Людмила Іванівна. Молодший брат Олександр більше відомий як дитячий футбольний тренер. 2007 року йому було присвоєно звання «Заслужений тренер України».